# Budha Theh
Budha Theh é uma vila no distrito de Amritsar, no estado indiano de Punjab.

## Demografia
Segundo o censo de 2001, Budha Theh tinha uma população de 8730 habitantes. Os indivíduos do sexo masculino constituem 56% da população e os do sexo feminino 44%. Budha Theh tem uma taxa de literacia de 72%, superior à média nacional de 59.5%; a literacia no sexo masculino é de 79% e no sexo feminino é de 63%. 12% da população está abaixo dos 6 anos de idade.